# Cytisus
Cytisus – rodzaj roślin należący do rodziny bobowatych. Gatunkiem typowym jest C. triflorus L'Héritier. Systematyka rodzaju jest problematyczna ze względu na liczne, rozmaite ujęcia w zależności od autora i zestawu metod oraz cech taksonomicznych branych pod uwagę. W przeszłości rodzaj ten był zwykle wąsko ujmowany, podczas gdy współcześnie za sprawą metod opartych na analizach molekularnych taksonomowie wyróżniają raczej ten rodzaj w szerokim ujęciu i tak też jest tu opisany. Przedstawiciele występują w Afryce północnej, w Europie południowej sięgając Niemiec i Polski na północy, dalej w rejonie Morza Czarnego i Turcji.

## Systematyka
Ujęcie systematyczne tego rodzaju od dawna budzi wiele kontrowersji i jest przedmiotem licznych publikacji. W opracowaniach dawniejszych lub opierających się na wybranych cechach taksonomicznych dominowało wąskie definiowanie rodzaju, kwalifikujące do niego ok. 30 gatunków, przy jednoczesnym wyróżnianiu osobnych rodzajów takich jak: szczodrzeniec (Chamaecytisus), żarnowiec (Sarothamnus), szczodrzyk (Lembotropis), Calicotome, Corothamnus, Chronanthus, Spartocytisus. Nowe metody badań filogenezy ujawniły jej bardzo złożony obraz w odniesieniu do całego plemienia Cytiseae Bercht. & J. Presl. (=Genisteae (Adans.) Benth.), co w znacznej części jest wynikiem częstego zjawiska zwielokrotniania liczby chromosomów (polieuploidii) u przodków wielu współczesnych przedstawicieli. W efekcie w nowszych opracowaniach systematycznych rodzaj ten definiowany jest szeroko, zalicza się do niego ok. 60 gatunków łączonych w 13 sekcji.
Według Krytycznej listy roślin naczyniowych Polski rodzaje Cytisus Desf. i Chamaecytisus Link. to odrębne i równorzędne taksony.
Pozycja według APweb (aktualizowany system APG IV z 2016)
Jeden z rodzajów podrodziny bobowatych właściwych Faboideae w rzędzie bobowatych Fabaceae s.l.. W obrębie podrodziny należy do plemienia Genisteae.
Pozycja w systemie Reveala (1993-1999)
Gromada okrytonasienne (Magnoliophyta Cronquist), podgromada Magnoliophytina Frohne & U. Jensen ex Reveal, klasa Rosopsida Batsch, podklasa różowe (Rosidae Takht.), nadrząd Fabanae R. Dahlgren ex Reveal, rząd bobowce (Fabales Bromhead), rodzina bobowate (Fabaceae Lindl.), podrodzina Cytisoideaee Horan., plemię Cytiseae Horan., podplemię Cytisinae Koehne, rodzaj Cytisus Desf.
Podział
Sekcja Cytisus:
- Cytisus villosus Pourret

Sekcja Dendrocytisus Cristof. et Troìa:
- Cytisus aeolicus Guss.

Sekcja Emeroides Ducommun:
- Cytisus emeriflorus Reichenb.

Sekcja Tubocytisus DC.:
- Cytisus hirsutus L. – szczodrzeniec szorstki
- Cytisus proliferus L.f. (incl. C. palmensis Hutch.)
- Cytisus albidus DC. (C. mollis (Cav.) Pau, nomen illegit.)
- Cytisus creticus Boiss. & Heldr. (incl. C. subidaeus Gand.)
- Cytisus spinescens C. Presl
- Cytisus pulvinatus Quézel
- Cytisus purpureus Scop. – szczodrzeniec purpurowy[7]
- Cytisus leiocarpus A.Kern.
- Cytisus triflorus Lam. (= C. elongatus Waldst. & Kit.)
- Cytisus lotoides Pourr. (= C. gallicus A. Kern.)
- Cytisus lasiosemius Boiss.
- Cytisus eriocarpus Boiss. (incl. C. smirnaeus Boiss. i C. absinthioides (Janka) Kuzm.)
- Cytisus austriacus L. (incl. C. heuffelii Wierzb. i C. pygmaeus Willd.)
- Cytisus tommasinii Vis.
- Cytisus jankae Velen.
- Cytisus albus Hacq. – szczodrzeniec zmienny
- Cytisus kovacevii Velen.
- Cytisus neiceffii Urum.
- Cytisus ratisbonensis Schaeff. (= C. biflorus L’Hér.) – szczodrzeniec rozesłany
- Cytisus wulfii V.I. Krecz.
- Cytisus blockianus Pawł.
- Cytisus graniticus Rehman
- Cytisus podolicus Błocki
- Cytisus ruthenicus Fischer ex Woł. (incl. C. kreczetoviczii E.D. Wissjul.) – szczodrzeniec ruski
- Cytisus paczoskii V.I. Krecz.
- Cytisus borysthenicus Gruner
- Cytisus cassius Boiss.
- Cytisus drepanolobus Boiss.

Sekcja Calicotome (Link) DC.: 
- Cytisus lanigerus (Desf.) DC
- Cytisus spinosus (L.) Lam.
- Cytisus infestus (C.Presl) Guss.
- Cytisus rigidus (Viv.) Cristof. & Troìa

Sekcja Corothamnus (W.D.J. Koch) Nyman: 
- Cytisus procumbens (Waldst. & Kit.) Spreng.
- Cytisus decumbens (Durande) Spach – szczodrzeniec położony[7]
- Cytisus pseudoprocumbens Markgr.
- Cytisus agnipilus Velen.
- Cytisus commutatus (Willk.) Briq. (= C. ingramii Blakelock)
- Cytisus acutangulus Jaub. & Spach.

Sekcja Spartopsis Dumort.: 
- Cytisus scoparius (L.) Link (incl. C. reverchonii (Degen & Hervier) Bean i C. maurus Humbert & Maire) – żarnowiec miotlasty
- Cytisus grandiflorus (Brot.) DC.
- Cytisus megalanthus (Pau & Font Quer) Font Quer
- Cytisus striatus (Hill) Rothm.
- Cytisus cantabricus (Willk.) Rchb.f. & Beck in Rchb.

Sekcja Verzinum (Raf.) Talavera: 
- Cytisus arboreus (Desf.) DC. (incl. C. baeticus (Webb) Steud.
- Cytisus malacitanus Boiss. (= C. moleroi Fern. Casas)
- Cytisus transiens (Maire) Talavera

Sekcja Alburnoides DC.: 
- Cytisus multiflorus (L’Hér.) Sweet
- Cytisus balansae (Boiss.) Ball
- Cytisus oromediterraneus Rivas Mart., T.E. Díaz, Fern.Prieto, Loidi & Penas,
- Cytisus galianoi Talavera & P.E. Gibbs
- Cytisus valdesii Talavera & P. E. Gibbs
- Cytisus ardoini E. Fourn.
- Cytisus sauzeanus Burnat & Briq.
- Cytisus praecox Beauverd (C. multiflorus × C. oromediterraneus) – szczodrzeniec wczesny

Sekcja Oreosparton (Webb & Berthel.) Frodin ex Polhill: 
- Cytisus supranubius (L.f.) Kuntze
- Cytisus filipes Webb

Sekcja Heterocytisus Briq.: 
- Cytisus fontanesii Spach

Sekcja Chronanthus DC.: 
- Cytisus orientalis Loisel.
- Cytisus heterochrous Webb ex Colmeiro

Sekcja Lembotropis (Griseb.) Benth.: 
- Cytisus nigricans L. – szczodrzyk czerniejący

Incertae sedis: Cytisus tribracteolatus Webb